# L'erede di Hastur
L'erede di Hastur (The Heritage of Hastur) è un romanzo di fantascienza del 1975 di Marion Zimmer Bradley facente parte del ciclo di Darkover. Costituisce la premessa di altri due romanzi del ciclo, Il ribelle di Thendara e L'esilio di Sharra.
Il libro è stato tradotto in diverse lingue, fra cui francese, italiano, tedesco e spagnolo. È stato finalista al Premio Nebula per il miglior romanzo 1976.

## Trama
Regis di Hastur arriva a Thendara per incontrarsi con il nonno, reggente dei Sette Domini e per entrare nel corpo dei Cadetti. Il ragazzo è destinato a una posizione elevatissima nel mondo dei Comyn, ma ritenuto privo di poteri telepatici, pensa di non essere gradito e che il nonno continui a rimpiangere la scomparsa del figlio (padre di Regis), morto assassinato 15 anni prima. Infelice, vorrebbe essere padrone del suo destino e gli piacerebbe viaggiare nello spazio con le astronavi dei Terrestri, che ha visto allo Spazio-porto a Darkover.
Il ragazzo non può sapere che su Darkover è in atto una crisi: i Terrestri possiedono armi disintegranti, mentre i Darkovani sono ancora attaccati a spade e pugnali. Un contrabbando di armi terrestri, favorito dal Dominio dissidente di Aldaran provoca omicidi e la tensione è altissima sul pianeta.
Quando Regis raggiunge il corpo dei Cadetti, ritrova un ragazzo conosciuto in precedenza, di povera ma distinta famiglia, Danilo Syrtis. I due potrebbero essere amici, soprattutto perché gli altri cadetti hanno paura di Regis (troppo elevato rispetto alla media e quindi sospettato di favoritismi) e non badano a Danilo. Ma ben presto Regis si accorge che il compagno è addolorato e lo tiene a distanza. Danilo è insidiato da un ufficiale, Dyan Ardais, che sfrutta le sue capacità telepatiche per provocare il giovinetto e fargli del male, e Danilo pensa che anche Regis abbia parte a questo sporco gioco. Così un giorno, adeguatamente provocato, Danilo minaccia il superiore con un coltello e viene espulso con disonore dal corpo dei Cadetti.
Nel frattempo, Lew Alton, vecchio amico di Regis, si è accorto che Danilo ha un dono rarissimo: è un telepate catalizzatore. Infatti, nel pur ridotto rapporto con Regis, ne ha potuto risvegliare le facoltà telepatiche, però senza saperlo. Lew si rende conto di cosa è successo tra Dyan e Danilo, ma preso da se stesso non può intervenire.
Il dramma di Lew è che, essendo in parte Terrestre, è stato imposto dal padre al Consiglio dei Comyn, ma essi continuano a disprezzarrlo. Per questo, quando si tratta di compiere una missione esplorativa nelle terre di Aldaran, Lew parte in dissidio col padre e pieno di rancore verso la società dei Comyn.
Arrivato nell'Aldaran, Lew viene accolto con grande considerazione dal signore del Dominio, suo prozio. Qui conosce alcuni giovani di origini miste, che dimostrano poteri psichici molto forti. Un uomo di nome Robert Kadarin gli mette in testa che tutti loro sono di origine terrestre, che devono pretendere dall'Impero terrestre parità e tecnologia e che in cambio i darkovani possono meglio utilizzare le energie delle loro matrici e forze mentali. Il tutto diviene via via più pericoloso quando gli Aldaran decidono di impadronirsi di una antichissima e devastante matrice per servirsene a far volare gli elicotteri.
Attratto dalle nuove idee, Lew pensa di avere trovato un mondo migliore di quello dei Comyn; tuttavia un giorno alcuni uomini inviati da Beltran di Aldaran, rapiscono Danilo Syrtis per sfruttarne le qualità. Di fronte a questo crimine, Lew, che aveva parlato del ragazzo, si rende conto di essere stato irresponsabile e comincia a pensare che ci saranno conseguenze gravi. Le cose peggiorano ulteriormente quando appare all'improvviso Regis, da solo e malato, a cercare Danilo.
Il risveglio dei poteri latenti ha precipitato Regis nel "male della soglia", infermità che colpisce i ragazzi non addestrati ad amministrare le loro facoltà. Ma, avendo egli giurato a Danilo che lo avrebbe riabilitato, non ha esitato a fare un duro viaggio per raggiungere l'amico. E Lew, innamoratosi della bella e sensibilissima Marjorie, deve fronteggiare anche il potere della gemma che, risvegliato, ha avuto su tutti loro, effetti devastanti.
La situazione precipita perché Kadarin, sentendo di non avere più il consenso di Lew e tantomeno di Regis e Danilo, decide di agire con la forza. Imprigiona i due ragazzi, annienta Lew, lo tortura e lo droga. In questo stato Lew è costretto a far agire la gemma e non sa quel che fa. La più bella città degli Aldaran viene incendiata dalle forze distruttive degli esperimenti di Kadarin.
Una notte, Marjorie raggiunge Lew e riesce a restituirlo a se stesso. I due scappano e con loro regis e Danilo, che non avevano subito danni, oltre la detenzione. I due ragazzi si avviano a Thendara, mentre Lew e Marjorie tentano di raggiungere una torre di controllo delle matrici. Per alcuni giorni la fuga ha buon esito, ma una sera lew ha il presentimento che dovrebbero proseguire, nonostante vi sia una tempesta di neve. Invece lui e Marjorie rimangono e la mattina dopo, vengono nuovamente catturati da Kadarin. Così Lew prende una decisione: asseconderà i piani di Kadarin, ma in realtà infrangerà la barriera del potere malefico col sacrificio delle vite sua e di Marjorie. La ragazza morirà, ma Lew rimarrà vivo e inerme.
Invece la fuga di Regis e Danilo si conclude con l'arrivo, dopo molto patire, nelle terre dei Comyn. Nella parte conclusiva Regis accetta il suo posto al Consiglio dei Comyn, ma prima è avvenuto il cambiamento della sorte di Danilo. Il padre di Danilo sfida Dyan Ardais per il disonore del figlio e questi non accetta la sfida, se non viene da Danilo stesso. Poi, tra lo sbalordimento generale, Dyan dichiara giuste e vere le accuse e propone una riparazione. Poiché deve avere un erede, riconosce in Danilo il suo parente più prossimo, depositario del potere catalizzatore e gli chiede di essere il suo figlio adottivo per sempre. E Danilo accetta.

## Ambientazione
- Ambientazione: Darkover, Thendara e nel dominio di Aldaran
- Epoca: nel tempo dell'Impero Terrestre
- Durata: circa un anno di Darkover
- Struttura del romanzo: i capitoli con numero dispari seguono il personaggio di Regis Hastur, descrivendone le azioni, i pensieri e gli stati psicofisici; i capitoli con numero pari sono una narrazione in prima persona a cura di Lew Alton. Completano il romanzo un epilogo e una breve nota dell'Autrice.

## Tematiche
Il romanzo pubblicato a metà degli anni '70 viene considerato come l'opera più alta all'interno del ciclo di Darkover, e vero punto di svolta per tutta la saga. È il primo volume a dare giusta profondità ai personaggi, alla trama, e a porre in rilievo importanti tematiche cardine per il ciclo di romanzi in questione (tematiche che saranno poi sempre più spesso presenti nei libri successivi della Zimmer Bradley). Viene così esplorato il ruolo della donna nella società contemporanea e la conseguente gestione del potere, l'emancipazione sociale di molte minoranze etniche, storiche o religiose, e viene posta una grande cura nella resa psicologica di personaggi dichiaratamente omosessuali.    
(Diana L. Paxson, The Priestess of Avalon, SageWoman Magazine, 1999.)

## Personaggi

### Personaggi principali
- Regis Hastur: (nome completo Regis-Rafael Hastur di Hastur), è l'Erede del Dominio di Hastur. Orfano, circondato da parenti di vario grado, ha appena terminato gli studi a Nevarsin ed è entrato nel Corpo dei cadetti. Tutta la narrazione riguardante Regis Hastur costituisce un romanzo di formazione.
- Danilo Syrtis: (nome completo Danilo Felix-Syrtis) discendente dei Syrtis, ramo cadetto della famiglia Hastur e tradizionali scudieri, degli Alton e degli Ardais, ha circa quattordici anni. Ha condiviso molte esperienze con Regis, del quale risulta essere più maturo. Danilo professa la religione dei Cristoforos. È dotato della più rara forma di laran, (potere telepatico), quello della telepatia catalizzante, appartenente al ramo Ardais.
- Lew Alton: giovane poco più che ventenne, è l'erede del Dominio degli Alton, ma è sgradito ai Comyn per la sua origine ritenuta nedestra, cioè bastarda poiché sua madre era terrestre. Dotato di un forte laran, di un addestramento eccellente e di sogni generosi, Lew è il personaggio più “attivo” del romanzo e ciò si riflette nella narrazione da lui svolta in prima persona.

### Altri personaggi
- Marjorie Scott: pupilla del Signore di Aldaran, è dotata di poteri notevolissimi, come i suoi fratelli Rafe e Thyra Scott. Di lei si innamora Lew. Muore nel fuoco di Sharra dopo essere stata costretta ad attivare il circolo anche se aveva avuto un rapporto sessuale con l'Alton.
- Dyan Ardais: ufficiale superiore e membro del Consiglio dei Comyn.
- Robert Kadarin: ex spia dei Terrestri e con una ingente taglia sulla testa, personaggio influente presso il Signore di Aldaran, di età imprecisata.
- Gli Hastur: Danvan, nonno di Regis; Javanne, sorella maggiore di Regis; Gabriel, marito di Javanne e padre dei suoi cinque figli, tra cui Mikhail, che Regis nomina suo erede nedestro.
- Gli Alton: Kennard, padre di Lew, e Marius, figlio minore di Kennard.
- Gli Aldaran: Kermiac, il figlio Beltran, i pupilli Thyra, Marjorie e Rafe.

## Edizioni
- Marion Zimmer Bradley, L'erede di Hastur, traduzione di Roberta Rambelli, collana Teadue, TEA, 2002,  pp. 385, cap. 24, ISBN 88-502-0270-9.